# Spellemannprisen 2001
Der Spellemannpris 2001 war die 30. Ausgabe des norwegischen Musikpreises Spellemannprisen. Die Nominierungen berücksichtigten Veröffentlichungen des Musikjahres 2001. Die Verleihung der Preise fand am 1. März 2002 statt. In der Kategorie „Årets Spellemann“ wurde Morten Abel ausgezeichnet.

## Verleihung
Die Verleihung fand am 1. März 2002 im Oslo Spektrum statt. Bård Tufte Johansen übernahm die Moderation. Die Veranstaltung wurde wie in den Jahren zuvor von Norsk rikskringkasting (NRK) übertragen. Aufgrund des 30-Jahr-Jubiläums wurde auch ein Preis in der Kategorie „bester norwegischer Hit aller Zeiten“ verliehen. Morten Abel gewann mit drei Kategorien die meisten Preise. Die Verleihung stand in der Kritik, da das sogenannte Spellemann-Komitee drei Nominierungen vornahm, die nicht von der Fachjury stammten.

## Gewinner
| Kategorie                                                 | Gewinner           | Werk                                 |
| --------------------------------------------------------- | ------------------ | ------------------------------------ |
| Barneplate (Kinderplatte)                                 | Uhu!               | UHU                                  |
| Blues                                                     | Bjørn Berge        | Stringmachine                        |
| Danseorkester (Tanzorchester)                             | Scandinavia        | De aller beste live                  |
| Elektronika                                               | Röyksopp           | Melody AM                            |
| Folkemusikk/Gammaldans (Volksmusik/Gammaldans)            | Per Sæmund Bjørkum | Berg og vatn                         |
| Hip-Hop                                                   | Klovner i Kamp     | Bjølsen hospital                     |
| Jazz                                                      | Urban Connection   | Urban connection                     |
| Klassisk musikk (klassische Musik)                        | Rolf Lislevand     | Alfabeto                             |
| Metal                                                     | Dimmu Borgir       | Puritanical euphoric misanthropia    |
| Popgruppe                                                 | Savoy              | Reasons to stay                      |
| Popsolist                                                 | Morten Abel        | I'll come back and love you forever  |
| Rock                                                      | Kaizers Orchestra  | Ompa til du dør                      |
| Samtidsmusikk (zeitgenössische Musik)                     | Peter Herresthal   | Arne Nordheim: Complete violin music |
| Tidenes norske hit (Bester norwegischer Hit aller Zeiten) | Børretzen, Myhre   | Noen ganger er det all right         |
| Viser (Weisen)                                            | Halvdan Sivertsen  | Tvil, håp og kjærlighet              |
| Åpen Klasse (Offene Klasse)                               | Anja Garbarek      | Smiling & waving                     |
| Årets Låt (Lied des Jahres)                               | Morten Abel        | I'll come back and love you forever  |
| Årets Musikkvideo (Musikvideo des Jahres)                 | Röyksopp           | Eple                                 |
| Årets Nykommer (Newcomer des Jahres)                      | Sondre Lerche      | Faces down                           |
| Årets Spellemann (Spellemann des Jahres)                  | Morten Abel        | –                                    |

## Nominierte
Barneplate
- Asgeir: Sjefen over alle sjefer
- Uhu!: UHU
- Wenche Myhre: Du og jeg og vi to

Blues
- Bjørn Berge: Stringmachine
- Knut Reiersrud: Sweet showers of rain
- Kåre Virud: I teatret

Danseorkester
- Gunnar Fjeldseth Band: Det er hælj
- Scandinavia: De aller beste live
- Trond Erics: Det ligger no' rart i luften

Elektronika
- Bjørn Torske: Trøbbel
- Röyksopp: Melody AM
- Xploding Plastix: Amateur girlfriend og proskit agents

Folkemusikk/Gammaldans
- Bukkene Bruse: Den fagraste rosa
- Knut Buen: Spelemannsprøva
- Kvarts: Filigran
- Per Sæmund Bjørkum: Berg og vatn

Hip-Hop
- Klovner i Kamp: Bjølsen hospital
- Opaque: Gourmet garbage
- Professor Anarad: I lost my mind somewhere by da rivers of Babylon
- Salvador: Solar consciousness

Jazz
- Close Erase: Dance this
- Knut Riisnæs: Touching
- Silje Neergard: At first light
- Urban Connection: Urban connection

Klassisk Musikk
- Leif Ove Andsnes: Liszt - Piano recital
- Rolf Lislevand: Alfabeto
- Vertavo String Quartet: Bela Bartok: String quartets 1-6

Metal
- Borknagar: Empiricism
- Dimmu Borgir: Puritanical euphoric misanthropia
- Emperor: Prometheus

Popgruppe
- D’Sound: Talkin' talk
- Katthult: Katthult
- Savoy: Reasons to stay
- Zuma: Juno

Popsolist
- Morten Abel: I'll come back and love you forever
- Odd: Mind your head
- Sondre Lerche: Faces down

Rock
- Kaizers Orchestra: Ompa til du dør
- Kaada: Than you for giving me your valuable time
- Motorpsycho: Phanerothyme
- Vidar Busk: Venus Texas
- Whopper: Takes & mistakes

Samtidsmusikk
- Ametri String Quartet: Ness/Husby/Buene/Grenager/Kahrs/Adderly
- Bit 20 og Solister: Henrik Hellstenius Sera
- Peter Herresthal: Arne Nordheim: Complete violin music

Tidenes norske hit
- A-ha: Take on me
- Bobbysocks: La det swinge
- Børretzen, Myhre: Noen ganger er det all right
- De Lillos: Neste sommer
- DumDum Boys: Splitter pine
- Halvdan Sivertsen: Kjærlighetsvise
- Jahn Teigen: Min første kjærlighet
- Jørn Hoel: Har en drøm
- Knutsen & Ludvigsen: Juba-juba
- Lars Kilevold: Livet er for kjipt
- The Monroes: Sunday people
- Åge Aleksandersen: Lys og varme

Viser
- Anita Skorgan: Gull
- Halvdan Sivertsen: Tvil, håp og kjærlighet
- Jonas Fjeld: Tidevand
- Kirsten Bråten Berg: Syng du mi røyst

Åpen Klasse
- Anja Garbarek: Smiling & waving
- Arve Henriksen: Sakuteiki
- Bugge Wesseltoft: Moving
- Krøyt: One heart is too small
- Paal Nilssen-Love: Sticks & stones

Årets Låt
- Cape: Tic-tac
- Hanah: Hollywood lie
- Morten Abel: I'll come back and love you forever
- Organic: Big brother
- Röyksopp: Eple

Årets Musikkvideo
- Cato Salsa Experience: So the circus is back in town
- Jaga Jazzist: Airborne
- Opaque: Finally here
- Popium: Favourite blunders
- Röyksopp: Eple

Årets Nykommer
- Kaizers Orchestra: Ompa til du dør
- Kings of Convenience: Quiet is the new loud
- Röyksopp: Melody AM
- Sondre Lerche: Faces down
- Tweeterfriendly Music: Enjoy tweeter – Friendly music volume 2